# Найда, Анатолий Иванович
Анатолий Иванович Найда (род. 4 февраля 1965, Киев) — советский и украинский хоккеист, нападающий. Хоккейный функционер.

## Биография
Воспитанник киевского «Сокола». Начинал играть в команде второй лиги «Машиностроитель» Киев в сезоне 1980/81. В следующем сезоне провёл девять матчей за «Сокол» в высшей лиге. Отыграв ещё два сезона за «Машиностроитель», в 1984—1986 годах выступал за СКА МВО Калинин. В 1986—1993 годах играл за «Сокол». В сезоне |1992/93 провёл по два матча за английский клуб «Биллингем Бомберс» и за шведский «Нюрунда». Выступал в Швеции за команды «Славия» Прага (1993/94 — 1994/95), «Пльзень» (1995/96), «Слезан» Опава (1995/96). После сезона 1996/97, проведённого в «Соколе», завершил карьеру.
чемпион Европы среди юниоров команд 1983. Участник чемпионатов мира в дивизионе «С» в составе сборной Украины.
Работал вице-президентом ФХУ, генеральным менеджером сборной Украины.